# 韋謝拉巴爾卡 (弗倫濟夫卡區)
47°16′58″N 29°52′35″E / 47.28278°N 29.87639°E
韋塞拉-巴爾卡（烏克蘭語：Весела Балка）是位於烏克蘭西南部的村莊，由敖德萨州羅茲季利納區的扎季什希亞市鎮負責管轄。該村始建於1865年，面積0.46平方公里，海拔高度186米，2001年人口179，人口密度每平方公里389.13人。